# Lincoln City (Fußballverein)
Lincoln City (offiziell: Lincoln City Football Club) ist ein englischer Fußballverein aus Lincoln, Lincolnshire. Die Mannschaft ist auch unter dem Spitznamen The Imps bekannt, benannt nach dem Lincoln Imp (dt. Kobold von Lincoln), einem Neidkopf an der Kathedrale von Lincoln. Poacher the Imp ist das Club-Maskottchen.

## Geschichte
Der Verein wurde 1884 als Amateurmannschaft gegründet. Seit der Saison 1891/92 ist man jedoch eine Profimannschaft. Nachdem man zu Beginn der Vereinsgeschichte auf dem John O’Gaunts-Platz gespielt hatte, wechselte man 1895 in das noch heute bespielte Stadion Sincil Bank, das bei vielen Fans nur „The Bank“ heißt.
1902 wurde die höchste Endplatzierung des Vereins erreicht, als man in der Division 2 die Saison auf dem fünften Tabellenplatz beendete. Es folgten ereignisarme Jahre, in denen 3 Meisterschaften in der Third Division (1932, 1948, 1952) und 1976 die Meisterschaft in der Fourth Division, als man von Graham Taylor trainiert wurde und mit 74 Punkten einen Rekord im englischen Vereinsfußball für die meisten Punkte innerhalb einer Saison aufstellte (2 Punkte pro Sieg).
Bei der Valley-Parade-Feuerkatastrophe war Lincoln City die Gastmannschaft.
1987 war man der erste Verein, der unter die automatische Abstiegsregel aus der Football League fiel (vorher gab es den Modus der Wiederwahl) und musste den Gang in die Football Conference antreten. Jedoch gelang der sofortige Wiederaufstieg.
1998 schaffte man den Aufstieg in die Football League Second Division, aus dem man nach nur einer Saison abstieg.
Seit 2003 hat sich der Verein regelmäßig für die Aufstiegs-Play-offs qualifiziert. Allerdings schrieb man Geschichte als erster Verein, der sich vier Mal hintereinander qualifizierte, jedoch jedes Mal scheiterte. Im ersten Jahr, als die Experten vor der Saison den Verein noch als höchsten Abstiegskandidaten gehandelt hatten, verlor man gegen AFC Bournemouth mit 2:5, wurde dennoch in Lincoln begeistert empfangen. 2004 war im Halbfinale Schluss, als man am späteren Sieger und Aufsteiger Huddersfield Town scheiterte. Im folgenden Jahr stand man wiederum im Finale, musste aber Southend United den Vortritt in die Football League One lassen. Nachdem man in den Vorjahren jeweils bedeutende Spieler verloren hatte, rechnete man höchstens mit einem Platz im Mittelfeld. Jedoch gelang erneut der Einzug in die Aufstiegsspiele, Lokalrivale Grimsby Town erwies sich in beiden Halbfinalspielen jedoch als zu stark.
Unter neuem Trainer John Schofield erreichte der Verein 2007 zum fünften Mal in Folge die Aufstiegsplayoffs, verlor aber in beiden Halbfinalspielen gegen Bristol Rovers.
Die Saison 2007/08 war weniger erfolgreich, und Trainer John Schofield wurde im Oktober 2007 durch Peter Jackson ersetzt, nachdem Vereinslegende Grant Brown die Mannschaft vorübergehend für 2 Pflichtspiele trainierte. Am Ende der Saison belegte der Verein den 15. Platz.
Nach einer enttäuschenden Saison 2008/09 setzte sich am Anfang der laufenden Saison 2009/10 eine erfolglose Serie fort, mit dem Resultat, dass Peter Jackson entlassen wurde. Die Stellenausschreibung zum Cheftrainerposten zog etwa 70 Bewerber unterschiedlichster Qualifikationen an. Schließlich wurde der ehemalige Starstürmer Chris Sutton als neuer Manager (Cheftrainer) ernannt. Sein erstes Pflichtspiel in seiner Laufbahn als Trainer war ein 1:0-Sieg gegen Aldershot Town. Nach einem 23. Platz in der Saison 2010/11 der Football League Two musste der Verein in die Conference National absteigen. Zur Saison 2017/18 gelang schließlich der Wiederaufstieg in die vierte englische Liga.
In der Saison 2017/18 konnte der Verein einen größeren Erfolg erzielen, indem man den unter dem Namen Checkatrade Trophy bekannten Ligapokal gewinnen konnte.
Die Saison 2018/19 konnte in der EFL League Two mit dem ersten Platz beendet und so zum ersten Mal seit 20 Jahren der Gang in die drittklassige Football League One gefeiert werden. Dabei übertraf die Mannschaft einen eigenen knapp 40 Jahre alten Rekord, indem man 19 Spiele in Folge unbesiegt blieb (1979/80 und 1980/81 war das Team 18 Spiele ungeschlagen geblieben).

## Bekannte ehemalige Spieler und Trainer
- Graham Taylor
- Gareth Ainsworth
- John Fashanu
- Darren Huckerby
- Phil Neale (OBE)
- Fred Trueman (OBE)
- Bruce Grobbelaar
- Steve McClaren
- Tony Woodcock

## Ligazugehörigkeit
- 1888–1889: The Combination
- 1889–1891: Midland League
- 1891–1892: Football Alliance
- 1892–1908: Football League Second Division
- 1908–1909: Midland League
- 1909–1911: Football League Second Division
- 1911–1912: Central League
- 1912–1920: Football League Second Division
- 1920–1921: Midland League
- 1921–1932: Football League Third Division
- 1932–1934: Football League Second Division
- 1934–1948: Football League Third Division
- 1948–1949: Football League Second Division
- 1949–1952: Football League Third Division
- 1952–1962: Football League Second Division
- 1962–1963: Football League Third Division
- 1963–1976: Football League Fourth Division
- 1976–1979: Football League Third Division
- 1979–1981: Football League Fourth Division
- 1981–1986: Football League Third Division
- 1986–1987: Football League Fourth Division
- 1987–1988: Football Conference
- 1988–1992: Football League Fourth Division
- 1992–1998: Football League Third Division
- 1998–1999: Football League Second Division
- 1999–2004: Football League Third Division
- 2004–2011: Football League Two
- 2011–2017: National League
- 2017–2019: EFL League Two
- 2019–0000: EFL League One